# Aulocara elliotti
Espèce
Synonymes
- Stauronotus elliotti Thomas, 1870[1]
- Aulocara coerulipes S.H. Scudder, 1876[1]
- Aulocara decens S.H. Scudder, 1876[1]
- Aulocara parallelumS.H. Scudder, 1899[1]
- Oedicara strangulatum S.H. Scudder, 1876[1]

Aulocara elliotti, de nom commun Criquet mégalocéphale, est une espèce nord-américaine d'orthoptères de la famille des Acrididae.

## Description
Les imagos du criquet mégalocéphale sont de taille moyenne et sont généralement de couleur grise avec des marques fusceuses. Ils possèdent des têtes relativement grandes avec des faces légèrement inclinées et des ailes antérieures tachetées qui s'étendent légèrement au-delà de l'abdomen. Le disque du pronotum est distinctement marqué par des lignes claires qui donnent l'apparence d'un X ; cependant, plusieurs autres modèles existent dans chaque population. Le fémur postérieur a deux barres noires sur la partie supérieure de la zone médiale ; les barres continuent sur la zone marginale supérieure et autour de la zone médiale interne ; le genou est noir. Le tibia postérieur est bleu moyen. Le mâle est plus petit que la femelle.
Bien que de taille moyenne pour un criquet, c'est l'une des plus grandes espèces de graminivores. Le poids vif des femelles vivant dans la prairie mixte varie de 285 à 663 mg (moyenne 476 mg) et des mâles de 131 à 230 mg (moyenne 189 mg). Le poids sec des femelles est en moyenne de 144 mg et celui des mâles de 52 mg.
Les nymphes d’A. elliotti peuvent être séparées des nymphes d’Aulocara femoratum principalement par des différences de coloration. Les femelles adultes d’A. elliotti et d’A. femoratum se distinguent par la forme de la marge postérieure du huitième sternum abdominal. Chez A. elliotti, le bord postérieur est dépourvu de fentes profondes ; chez A. femoratum, le bord postérieur présente deux fentes profondes.

## Répartition
Aulocara elliotti est largement répandu dans l'ouest de l'Amérique du Nord, il habite une variété de prairies du sud du Canada au centre du Mexique. De grandes populations se développent dans le désert, les prairies à herbes mixtes, à herbes courtes et à graminées en grappe.

## Comportement

### Alimentation
La criquet mégalocéphale se nourrit principalement des feuilles vertes des graminées et des carex. Il attaque souvent une plante en grimpant sur une lame, en tournant la tête en bas et en mâchant la feuille à différentes distances de la pointe. Le criquet coupe fréquemment la feuille, qui tombe au sol. L'insecte peut alors continuer à se nourrir de la section attachée de la feuille. Il se nourrit également de litière au sol, des feuilles d'herbe coupées (vertes ou sèches), des graines, du son et même des criquets morts. Il les recherche en rampant sur le sol nu.
Les examens microscopiques du contenu des cultures de nymphes et d'adultes plus âgés montrent que la majorité des cultures contiennent des fragments de plus d'une espèce végétale (moyenne de 2,2). Bien que ces déterminations indiquent que le criquet mégalocéphale a un régime alimentaire mixte, une espèce de plante est la plus abondante dans une culture. Selon la disponibilité, le criquet mégalocéphale broute beaucoup Bouteloua gracilis, le Pascopyrum, Hesperostipa comata, Carex filifolia (en) et Carex duriuscula (sv). Agropyron cristatum, une plante fourragère introduite en Amérique, est un hôte préféré et nutritif. D'après les observations directes et les examens des cultures, ce criquet est connu pour se nourrir de deux espèces de Carex et de 22 espèces de graminées.
Le criquet mégalocéphale est un ravageur sérieux des graminées. C'est souvent l'espèce dominante dans les épidémies sur les parcours. Les relevés révèlent qu'il peut atteindre des densités de 20 par mètre carré dans la prairie mixte et de 40 par mètre carré dans les prairies désertiques. Ces densités élevées détruisent la valeur des parcours pour le pâturage du bétail et peuvent même mettre les terres à nu, les ouvrant à l'érosion éolienne et hydrique. Plus souvent, le criquet mégalocéphale est destructeur à des densités moindres en tant que membre dominant d'un assemblage d'espèces.

### Vol
Avec des ailes pleinement développées, les imagos d’A. elliotti sont capables de voler de manière évasive, de se disperser et de migrer. Menacés par un intrus, les imagos volent droit, silencieusement, bas (10 à 30 cm) et sur de courtes distances (60 à 210 cm). Les vols évasifs peuvent se faire avec le vent, face au vent ou à travers le vent.